# بني عباد (الشرقية)
قرية بني عباد هي إحدى القرى التابعة لمركز الزقازيق في محافظة الشرقية في جمهورية مصر العربية. حسب إحصاءات سنة 2006، بلغ إجمالي السكان في بني عباد 7059 نسمة، منهم 3688 رجل و3371 امرأة.

## التاريخ
قرية بني عباد من القرى القديمة، حيث وردت باسم «تل بني عباد» في أعمال الشرقية ضمن قرى الروك الصلاحي التي أحصاها ابن مماتي في كتاب قوانين الدواوين. كما وردت باسم «بني عباد» في أعمال الشرقية ضمن قرى الروك الناصري التي أحصاها ابن الجيعان في كتاب «التحفة السنية بأسماء البلاد المصرية». وفي العصر العثماني وردت بهذا الاسم في التربيع العثماني الذي أجراه الوالي العثماني سليمان باشا الخادم في عصر السلطان العثماني سليمان القانوني ضمن قرى ولاية الشرقية، وفي تاريخ 1228هـ/1813م الذي عدّ قرى مصر بعد المسح الذي قام به محمد علي باشا وردت "بني عباد" ضمن قرى مديرية الدقهلية. انتقلت تبعيتها إلى مديرية الدقهلية، ثم عادت حديثًا إلى محافظة الشرقية.